# Vojenská taktika
Vojenská taktika (respektive bojová taktika) je soubor konkrétních metod používaných válčícími stranami za účelem napadení a zničení nepřítele v bitvě.
V průběhu času prodělávala dlouhé období stagnace či prudkého vývoje v závislosti na technickém vývoji zbraní a filosofickém náhledu na válku.

## Další významy
V širším slova smyslu lze taktiku chápat jako vědu zabývající se taktickými metodami válčení, v užším slova smyslu lze vojenskou taktiku chápat jako jednu konkrétní bojovou metodu.

## Rozdíl mezi taktikou a strategií
V současné době je vojenská taktika chápána jako operativní aplikace síly v konkrétní situaci, jako soubor konkrétních postupů v jednotlivých bitvách. Tím se odlišuje od vojenské strategie, která se zabývá dlouhodobými cíli a celkovým obrazem vojenských operací. Zjednodušeně se rozdíl mezi strategií a taktikou vyjadřuje tak, že strategie určí cíl (na koho udeřit a co dobýt), zatímco taktika definuje způsob (na kterém úseku a jakým způsobem útok provést). I tak je ovšem hranice mezi těmito dvěma disciplínami velice neostrá a obě oblasti se překrývají.

## Okolnosti ovlivňující výběr vhodných taktik
Vhodnost použití různých taktik závisí zejména na následujících okolnostech:
1. na cílech akce (obrana, získání určité pozice, průlom a následný postup…)
2. terénu, v němž se má akce provést (otevřený terén s dostatečnými komunikacemi, lesnatá oblast s minimem komunikací, horské údolí, bažiny…) a velikosti prostoru, v němž bude akce probíhat (severní Atlantik, údolí řeky Seiny, část pobřeží Normandie)
3. síle a technickém vybavení protivníků (počty vojáků, kvalita a množství těžkých zbraní, přítomnost či absence dělostřelecké či letecké podpory, kvalita a množství obrněné techniky, odpočatost či vyčerpanost vojáků, míra jejich výcviku a zkušeností…) a mobilitě jejich jednotek
4. logistické situaci obou protivníků (aktuální stav zásob, možnost doplnění zásob během boje, zázemí pro odpočinek vojska a ošetření raněných, možnost přísunu posil…)
5. kvalitě a schopnostech důstojnického sboru
6. typu boje (vzdušný, námořní či pozemní boj, obojživelná operace…)
7. míra informovanosti a stavu a plánech protivníka (protivník pro mne nemá žádná tajemství, tonu ve válečné mlze, on tone ve válečné mlze…)

## Přehled některých taktických metod
- útok
  - frontální útok
  - křídelní útok
  - protiútok
  - blitzkrieg
  - přepad
  - infiltrační taktika
- taktika motti
- vojenská obrana
  - ústupový boj
  - zdržovací boj
  - pružná obrana (tzv. bekhendová nebo pružinová taktika)
- opotřebovací boj
- taktika spálené země
- průzkum
  - průzkum bojem
- klamavá vojenská taktika
  - diverze
  - kamufláž